# Associação Para o Desenvolvimento de Galegos
A Associação Para o Desenvolvimento de Galegos / Penafiel é um clube de hóquei em patins com sede na freguesia de Galegos, concelho de Penafiel. A associação foi criada em 10 de novembro de 1998 mas a sua secção de hóquei em patins surgiu apenas no ano de 2008.
O clube tem escolinhas de patinagem com escalões de Benjamins, Escolares, Sub-13 e Sub-15.
Logo no seu primeiro ano, na temporada 2008/2009, foi campeão distrital em seniores masculinos.
O clube está filiado na Associação de Patinagem do Porto.

## Pavilhão
O Pavilhão Desportivo Municipal de Galegos - Penafiel , na freguesia de Galegos em Penafiel.

## Equipamento
- Camisola: Branco ou Rosa[3]
- Calção: Branco ou Preto[3]

## Palmarés
Época 2008/2009
- [carece de fontes?]
- Campeão Distrital do Porto - Seniores[1][2]
- Campeão Torneio de Encerramento - Seniores[4]
- Vice-Campeão Distrital Porto - Juniores[1]
- 2.º classificado do Torneio de Encerramento de Juniores - Série "A"[5]

Época 2009/2010
- 4.º classificado Campeonato Nacional II Divisão - Zona Norte - Seniores[6]
- 2.º classificado Torneio Início de Seniores Masculinos[7]
- 2.º classificado Campeonato de Juniores - Série "1.º ao 4.º."[8]
- 1.º classificado Campeonato Distrital de Juniores - Série "A"[9]

Época 2013/2014
- Campeão Torneio de Encerramento sub-13
- Vice-Campeão Campeonato Distrital sub-15